# Tchoumych
Le Tchoumych (en russe : Чумыш) est une rivière du sud-ouest de la Sibérie occidentale en Russie, longue de 644 km, affluent droit de l'Ob. 

## Géographie
Le Tchoumych prend sa source dans les collines de Salaïr dans l'oblast de Kemerovo puis coule dans le nord-est du krai de l'Altaï. Il se jette dans l'Ob en rive droite à 88 km en aval de la capitale régionale Barnaoul.
Son bassin versant a une superficie de 23 900 km2 et son débit moyen est de 145 m3/s en fin de parcours.

## Affluents
- le Togoul (rive droite) [1]
- l'Alambaï (rive droite) [2]

## Villes traversées
Il n'y a guère de localités importantes le long du Tchoumych. La ville principale est Talmenka.

## Gel et navigabilité
Le Tchoumych est généralement pris par les glaces depuis la première quinzaine de novembre, jusqu'à la seconde quinzaine d'avril. 
En dehors de cette longue période, il est navigable sur 196 kilomètres en amont de son confluent avec l'Ob. 

## Hydrométrie - Les débits mensuels à Talmenka
Le débit de la rivière a été observé pendant 56 ans (durant la période 1943-2000) à Talmenka, localité située à 74 kilomètres en amont de son confluent avec l'Ob . 
Le débit inter annuel moyen ou module observé à Talmenka sur cette période était de 131 m3/s pour une surface de drainage de 20 600 km2, soit plus ou moins 86 % du bassin versant de la rivière qui compte 23 900 km2. La lame d'eau écoulée dans ce bassin versant se monte ainsi à 201 millimètres par an, ce qui peut être considéré comme modérément élevé dans le contexte du bassin de l'Ob.
Rivière alimentée en grande partie par la fonte des neiges, le Tchoumych est un cours d'eau de régime nivo-pluvial. 
Les hautes eaux se déroulent au printemps, aux mois d'avril et de mai, ce qui correspond au dégel et à la fonte des neiges de son bassin. Au mois de juin, le débit s'effondre, mais se stabilise à un niveau satisfaisant tout au long de l'été. En octobre et novembre on observe un second sommet du débit, de bien plus faible ampleur, lié aux précipitations automnales.
Dès le mois de décembre, le débit de la rivière baisse à nouveau, ce qui constitue le début de la période des basses eaux. Celle-ci a lieu de décembre à mars inclus et correspond aux gels intenses de l'hiver qui envahissent toute la Sibérie. 
Le débit moyen mensuel observé en février (minimum d'étiage) est de 30,9 m3/s, soit plus ou moins 5,5 % du débit moyen du mois de mai, maximum de l'année (540 m3/s), ce qui souligne l'amplitude importante des variations saisonnières que l'on retrouve partout en Sibérie. Sur la durée d'observation de 56 ans, le débit mensuel minimal a été de 12,3 m3/s en février 1968, tandis que le débit mensuel maximal s'élevait à 1 470 m3/s en mai 1966.
En ne considérant que la période estivale, la seule vraiment importante car libre de glaces (d'avril à octobre inclus), le débit mensuel minimal observé a été de 21,6 m3/s en août 1974, ce qui restait assez confortable.